# Амритсар
Амритсар (на пенджабски: ਅੰਮ੍ਰਿਤਸਰ; на хинди: अमृतसर, което означава „Езерото на Свещения нектар“) е град в Пенджаб, Северозападна Индия, и административен център на област Армитсар. Население 1 159 227 жители (2011 г.).
Населението на цялата област е над 3 695 077 жители.
Амритсар се намира в северозападната част на Индия в щата Пенджаб и на 32 километра източно от Лахор, Пакистан. Някои смятат, че името "Амритсар" произхожда от Amŗit-saagar, което означава „Океанът от Нектара на Безсмъртието“.
В Амритсар се намира храмът Хармандир Сахиб, също известен като Златния Храм, духовен и културен център за Сикхската религия. Това важно за сикхите светилище привлича повече посетители от Тадж Махал в Агра и е номер едно дестинация за индийците, живущи извън Индия. Индусите също считат Амристар за значим и свещен град, тъй като според големия индуски епос това е мястото, където Сита, жената на Бог Рама, ражда близнаците Лава и Куша. Раждането е станало в ашрама Valmiki rishi. Освен Златния Храм в Амристар се намира и храмът Дургайна, който е много важен индуистки храм.
Свещен град за сикхите.